# Exormotheca pustulosa
Exormotheca pustulosa är en bladmossart som beskrevs av William Mitten. Exormotheca pustulosa ingår i släktet Exormotheca och familjen Exormothecaceae. Inga underarter finns listade i Catalogue of Life.